# 傅奕
傅 奕（ふ えき、555年（天保6年） - 639年（貞観13年））は、中国隋・唐代初めの天文暦法学者であり、また、官途に就く前は道士であり、激烈な排仏論者としても知られる。相州鄴県の人。

## 生涯
唐の創業に当たって、太史令に任ぜられ、新しい漏刻の法を制作して上進し、採用された。
また、何度も仏教排斥を求める上奏文を上り、「文飾妖幻の教」である仏教が人民を妖惑しており、国家にとっては百害あって一利もない存在であるため、直ちに廃毀すべきことを求め続けた。甚だしきに至っては、その臨終前にも再びその諸子に誡告を与え、くれぐれも妖幻の教を学ぶことのないように言い残している程である。
彼は魏晋南北朝以来の排仏の論を集めて『高識伝』10巻を撰しているが、この書は早くに亡佚してしまい、道宣の『広弘明集』に批判的に収録された形で見られるのみである。彼の排仏論は、『旧唐書』巻79の本伝、『広弘明集』、『全唐文』中に収録されている。
傅奕の名は正統道蔵に収録されている『道徳経古本篇』の編者としても残されている。